# St.-Annen-Kapelle (Jever)

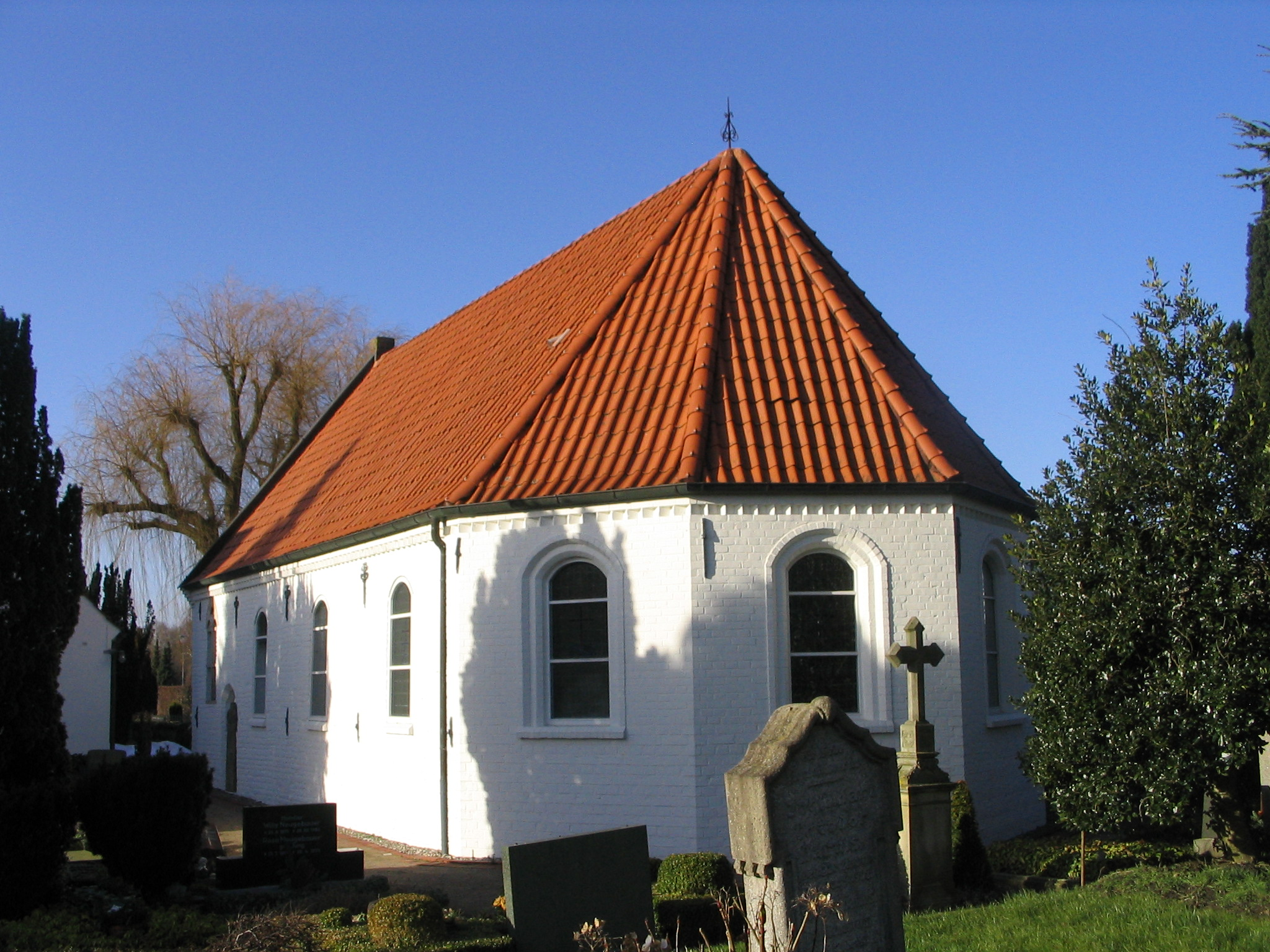
St.-Annen-Kapelle Jever

Die St.-Annen-Kapelle ist das älteste Kirchengebäude der Stadt Jever im Landkreis Friesland in Niedersachsen. Sie liegt auf der linken Seite an der Straße nach Wittmund hinter einer hohen Friedhofshecke. Die der heiligen Anna, der Mutter der Gottesmutter Maria gewidmete Kapelle dient der evangelisch-lutherischen Kirchengemeinde Jever heute als Friedhofskapelle, wird jedoch zunehmend auch für Gottesdienste, Andachten und Konzerte genutzt.

## Geschichte
„HEITE MIR – MORGEN DIR. ANNO 1610 IST DIESE CAPELE GEBAUWET UND ANNO 1660 WIEDERUMB GANS NEI VORBETTERT VON HARMEN WARNER UND JAKIP HANKE ITZO KIRCHGESWOREN ZU JEVER. S.D.G.

Heute mir – morgen dir. Anno 1610 wurde diese Kapelle gebaut und anno 1660 wiederum völlig erneuert und verbessert von Harmen Warner und Jakob Hanke, zur Zeit Kirchengeschworene zu Jever. Gott allein (sei) die Ehre.“

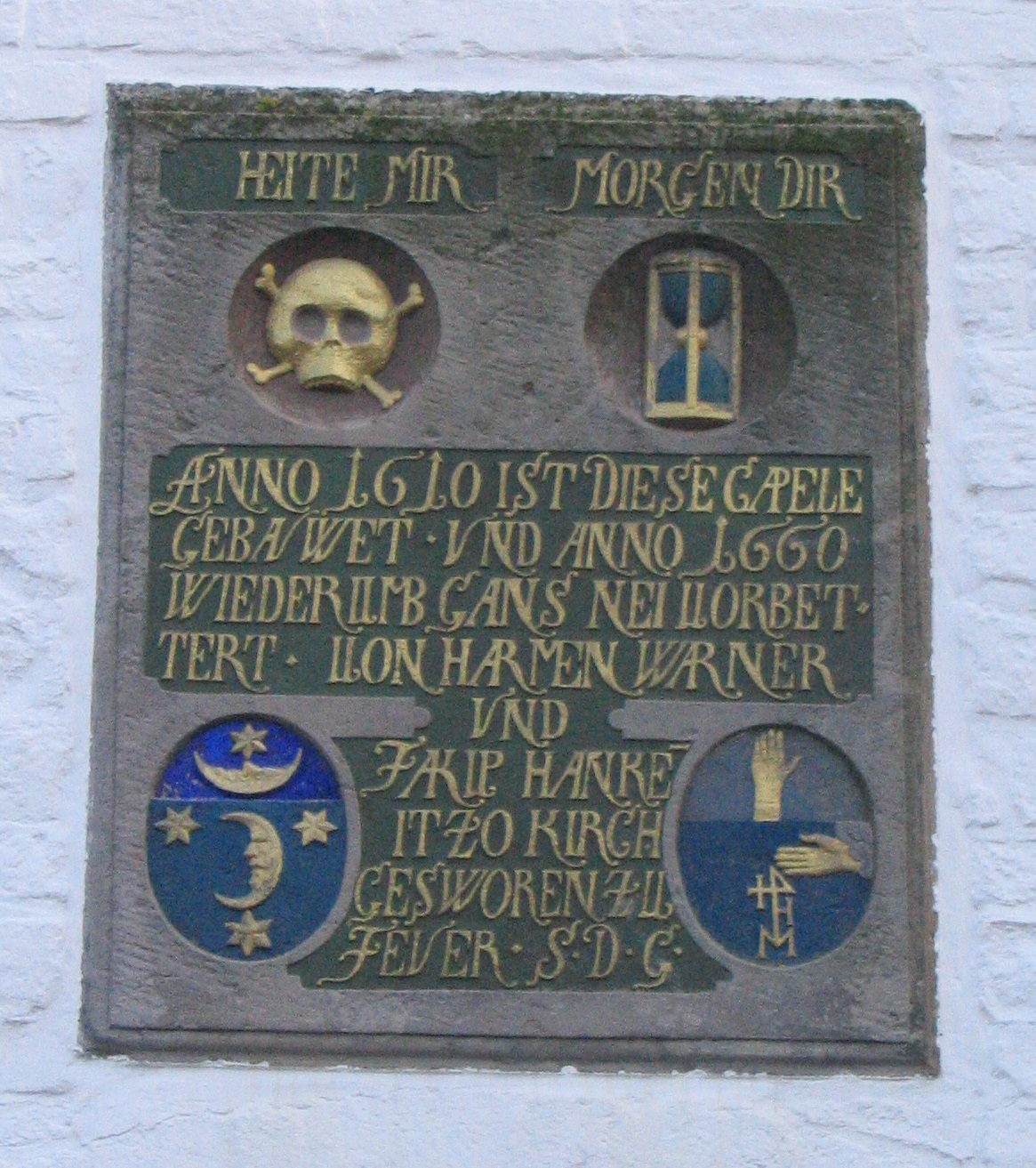
Sandsteintafel über dem Kapelleneingang

Vor 1610 stand am selben Ort oder in unmittelbarer Nähe der heutigen St.-Annen-Kapelle bereits eine Vorgängerin. Über die Gründung besteht Ungewissheit, sicher belegt ist die Kapelle seit dem Ende des 15. Jahrhunderts.
Zur Errichtung des als Vorstadtkirche erbauten Gotteshauses sollen Steine aus dem Abbruch der Klosterkirche in Oestringfelde (Ortsteil der Stadt Schortens) verwendet worden sein.
Im Laufe der Jahrhunderte hat die Kapelle so manche Veränderung erfahren. 1660 dürfte sie den polygonalen (vieleckig, mehrkantig) Chorabschluss erhalten haben. Was man bei der Renovierung im Jahre 1703 im Einzelnen unternommen hat, ist nicht bekannt. Ein von dem anhaltischen Baumeister Jobst Christoph von Rössing (1680–1750), der unter anderem die barocke Zwiebelhaube auf dem jeverschen Schlossturm entworfen hat, entwickelter Um- und Ausbauplan wurde nicht umgesetzt. Über 1808 erfolgte Maßnahmen ist Näheres nicht überliefert.
Eine durchgreifende Umgestaltung hat die Kapelle 1931 erfahren. Damals sind die Kanzel und fast alle anderen Holzteile entfernt worden.
1950 erfolgte eine gründliche Innen- und Außenrenovierung. Mit der Erneuerung des Innern der Kapelle wurde der Delmenhorster Kirchenmaler Hermann Oetken (1909–1998) beauftragt, der Decke und Wände kunstvoll farbig gestaltete.
Anfang der 1970er Jahre plante man den Abriss der Friedhofskapelle und die Errichtung eines Neubaus, da die St.-Annen-Kapelle selbst abgängig war. Zu dieser Maßnahme kam es jedoch nicht. Der Gemeindekirchenrat der evangelisch-lutherischen Kirchengemeinde Jever musste – aus heutiger Sicht: glücklicherweise – feststellen, dass die für das Vorhaben erforderlichen finanziellen Mittel nicht aufgebracht werden konnten.
Bei der vollständigen Renovierung der St.-Annen-Kapelle in den Jahren 1986 bis 1988 ist davon abgesehen worden, die von Kirchenmaler Oetken geschaffene Ausmalung wiederherzustellen.
Im Jubiläumsjahr 2010 wurde die Außenansicht der St.-Annen-Kapelle erneuert.

## Ausstattung

### St.-Georg-Altar
Betritt man die St.-Annen-Kapelle, fällt der Blick in dem einfachen – 16 Meter langen und sieben Meter breiten – Apsissaal sogleich auf einen kleinen Flügelaltar, den St.-Georg-Altar, das älteste erhaltene Kunstwerk in Jever. Ungeklärt ist die Herkunft des Altars. Er könnte in der Klosterkirche in Oestringfelde oder der Kapelle von Schakelhave (im Wiedel bei Jever gelegen) gestanden haben, jedoch könnte er auch aus der alten Jeverschen Stadtkirche stammen und dort in katholischer Zeit als Nebenaltar gedient haben.
Auf den beiden seitlichen Flügeln, die 1950 von Kirchenmaler Oetken umgedreht wurden, so dass die bemalten Felder nunmehr im geöffneten Zustand sichtbar sind, finden sich zwei auf 1703 datierte Gemälde, links Moses mit der ehernen Schlange (4. Mose, Kapitel 21, Vers 8 – 9) und rechts die Kreuzigung Jesu. Unter den Darstellungen befindet sich – verteilt auf beiden Altarflügeln – die Inschrift: Und wie Mose in der Wüste eine Schlange erhöhet hat, also muss des Menschen Sohn erhöhet werden. (Johannes, Kapitel 3, Vers 14).
Der Mittelteil des Altaraufsatzes ist zusammengesetzt aus vier geschnitzten und farbig gefassten Tafeln mit Ereignissen aus der St.-Georg-Legende, die aus vorreformatorischer Zeit stammen und ursprünglich vermutlich zu einem dem heiligen Georg geweihten Seitenaltars gehörten. Im Einzelnen sind folgende Szenen der Legende dargestellt (in chronologischer Reihenfolge):
- Die Bürger der Stadt Silena in Libyen versuchen, den Drachen zu überwinden (links/unten),
- St. Georg befreit die Königstochter aus der Gewalt des Drachen (links/oben),
- Die Königsfamilie hat sich hinter einem Taufstein versammelt, um die Taufe zu empfangen (rechts/oben),
- Szene aus dem Martyrium des heiligen Georg (rechts/unten).[4]

Das Bildwerk stammt wahrscheinlich aus dem Umkreis der berühmten „Schule des Meisters von Osnabrück“, wo um 1520 zahlreiche Altäre geschnitzt wurden, z. B. die Altäre der Clevernser Kirche Zum Heilig Kreuz und St. Peter und der Oldorfer Kirche St. Marien.
Der St.-Georg-Altar ist 2010 von der Restauratorin Sybille Popken aus Burwinkel (Stadt Elsfleth) aufgearbeitet worden.

### Buntglasfenster
Die von Kirchenmaler Oetken entworfenen und von Kunstglasermeister Helmut Henking (später: Helmut Gapinski) aus Varel mit elf verschiedenen Christuszeichen gestalteten Buntglasfenster hat die St.-Annen-Kapelle 1948 erhalten. Neben dem Kreuz Christi findet man:
- Christus, der Anfang,
- Christus, das Ende,
- Christus, der Herr der Welt,
- Christus, das Wasser des Lebens,
- Christus, der den bitteren Kelch für uns trank,[5]
- Christus, der die Schlange der Versuchung überwand,
- Christus, der über uns das Buch des Lebens führt,
- Christus, der uns mahnt: Darum wachet, denn ihr wisst weder Tag noch Stunde,[6]
- Christus, der für uns Schuld und Schmach ertrug,
- Christus, der uns verheißt: Ich will dir die Krone des Lebens geben.[7]

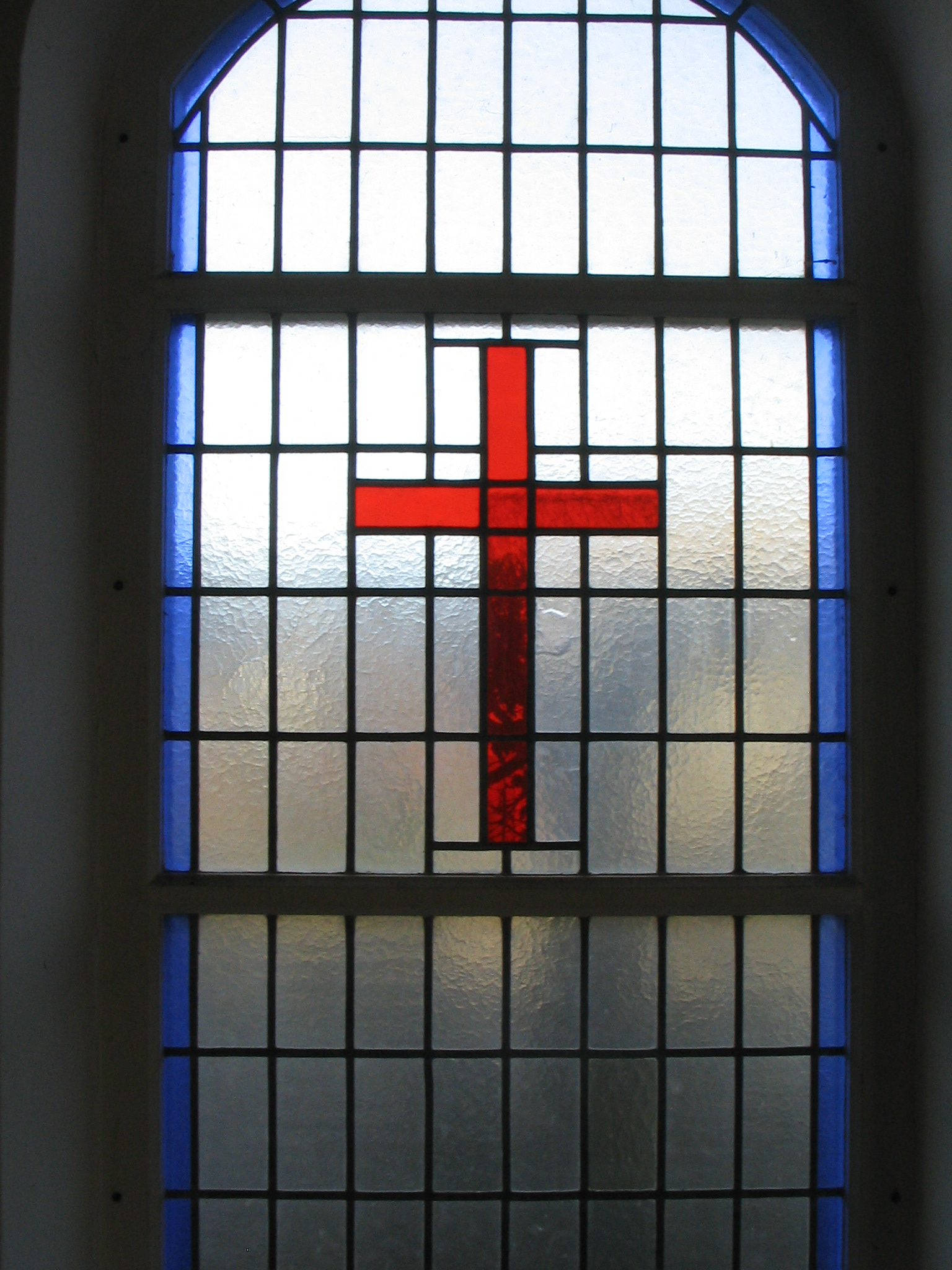
Das Kreuz Christi.
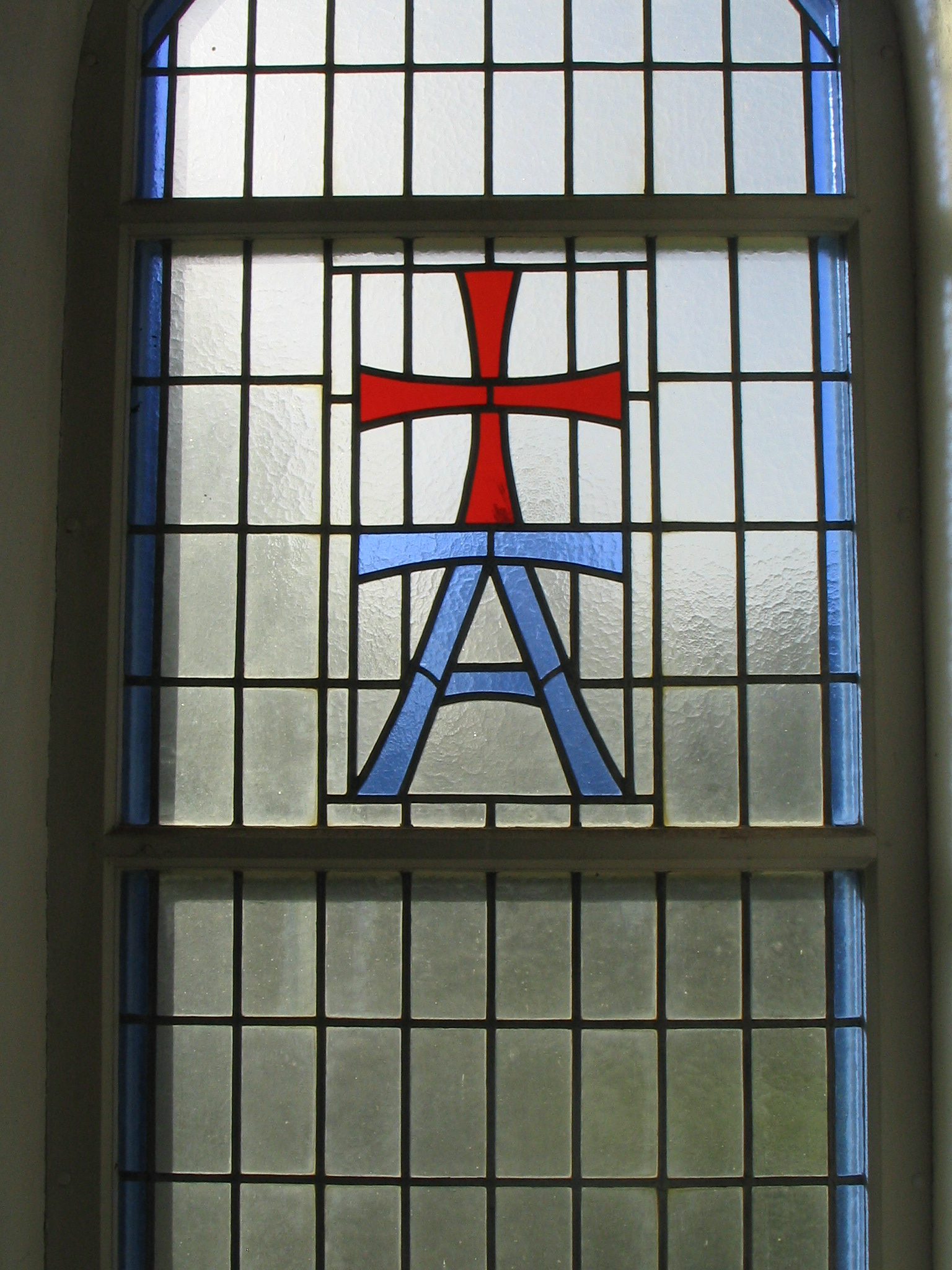
Christus, der Anfang.
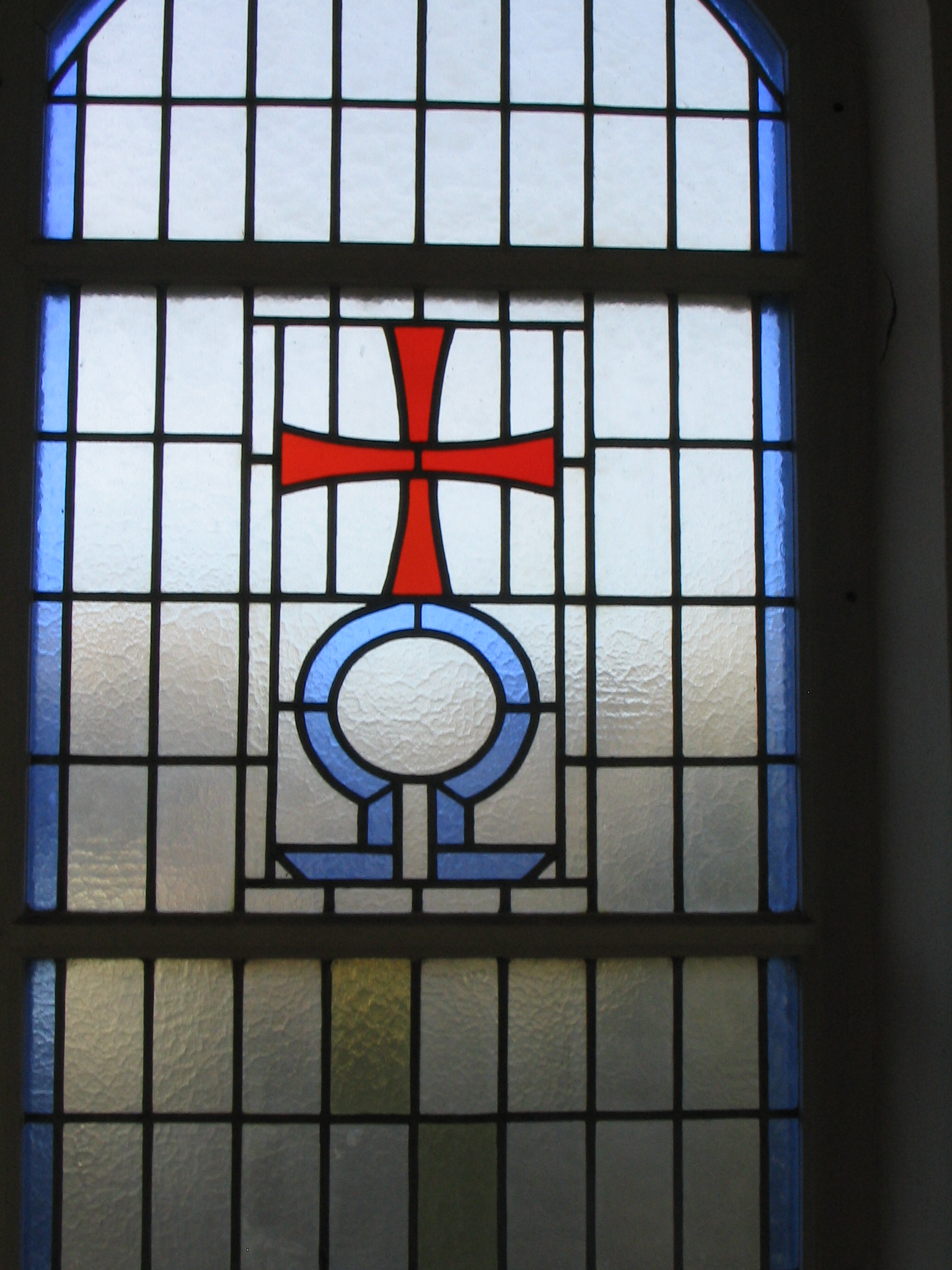
Christus, das Ende.
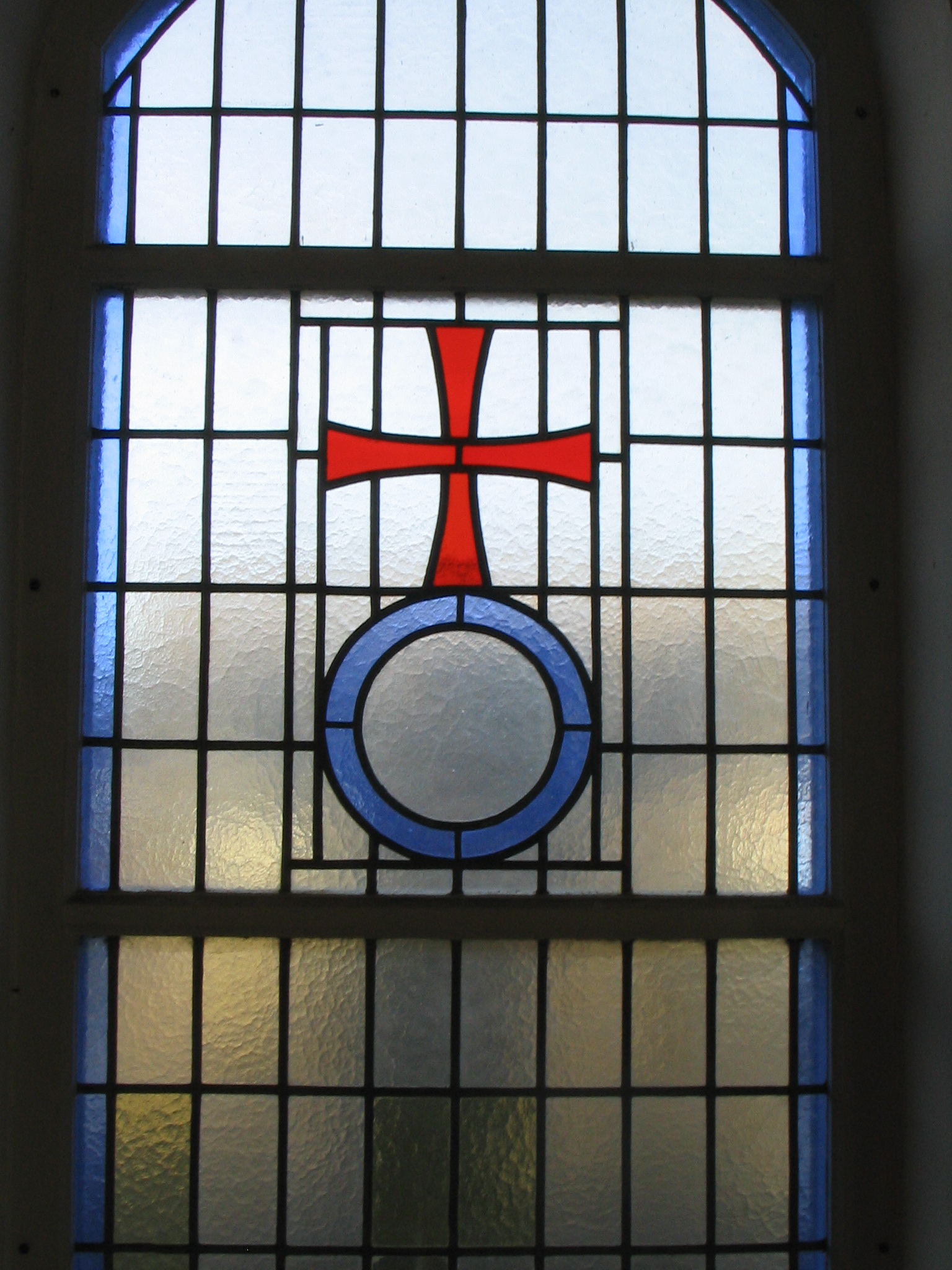
Christus, der Herr der Welt.
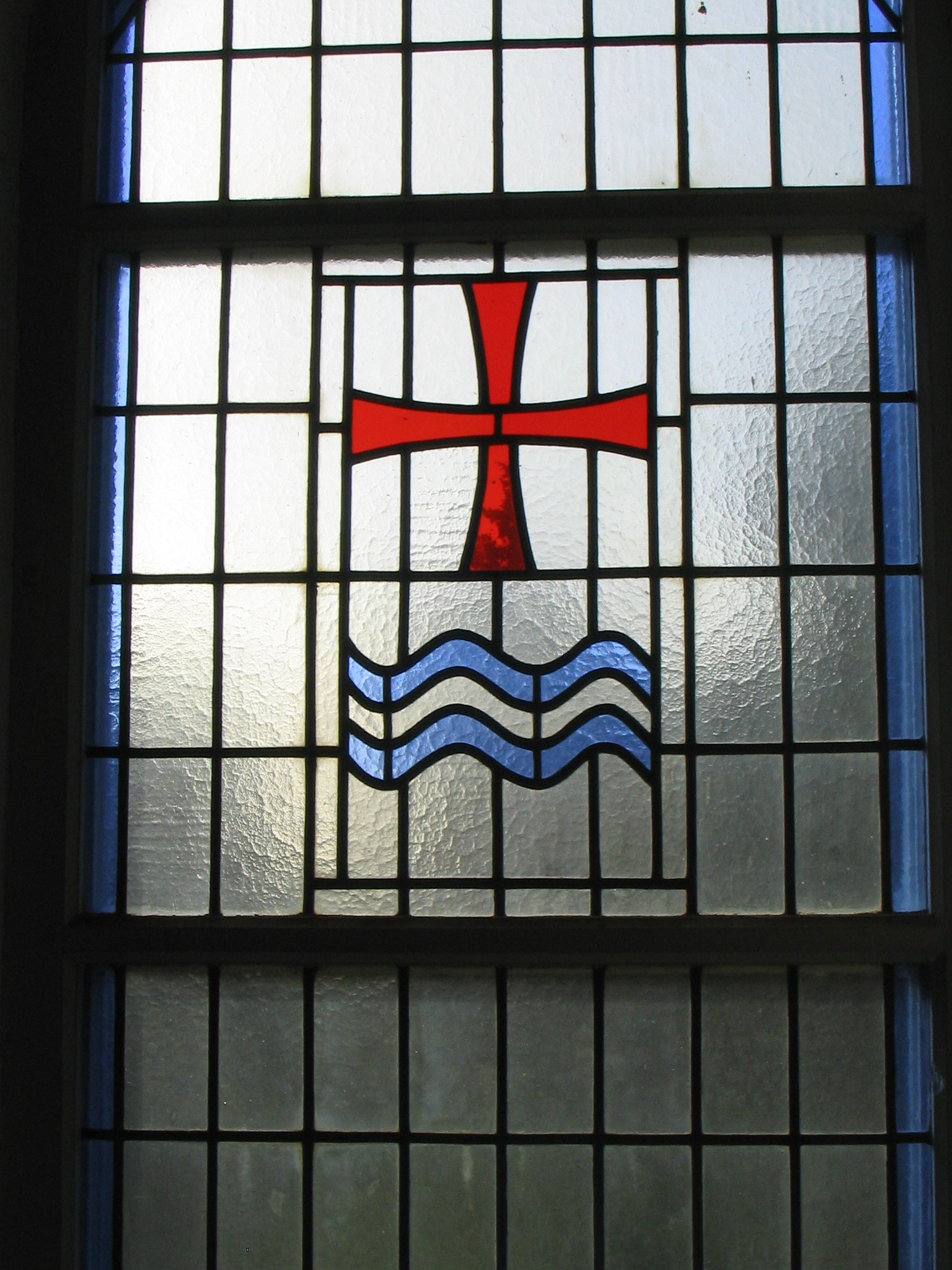
Christus, das Wasser des Lebens.
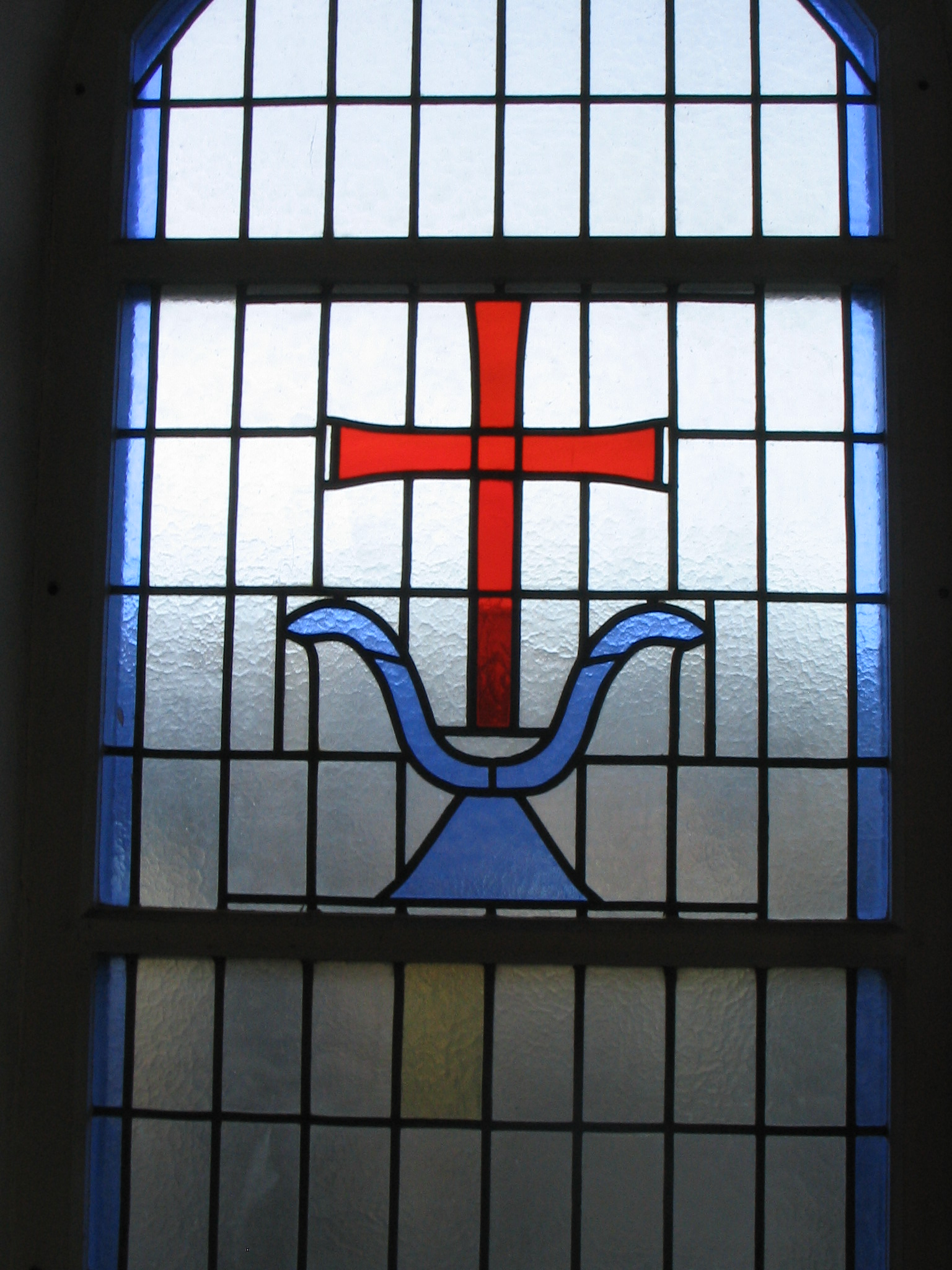
Christus, der den bitteren Kelch für uns trank.
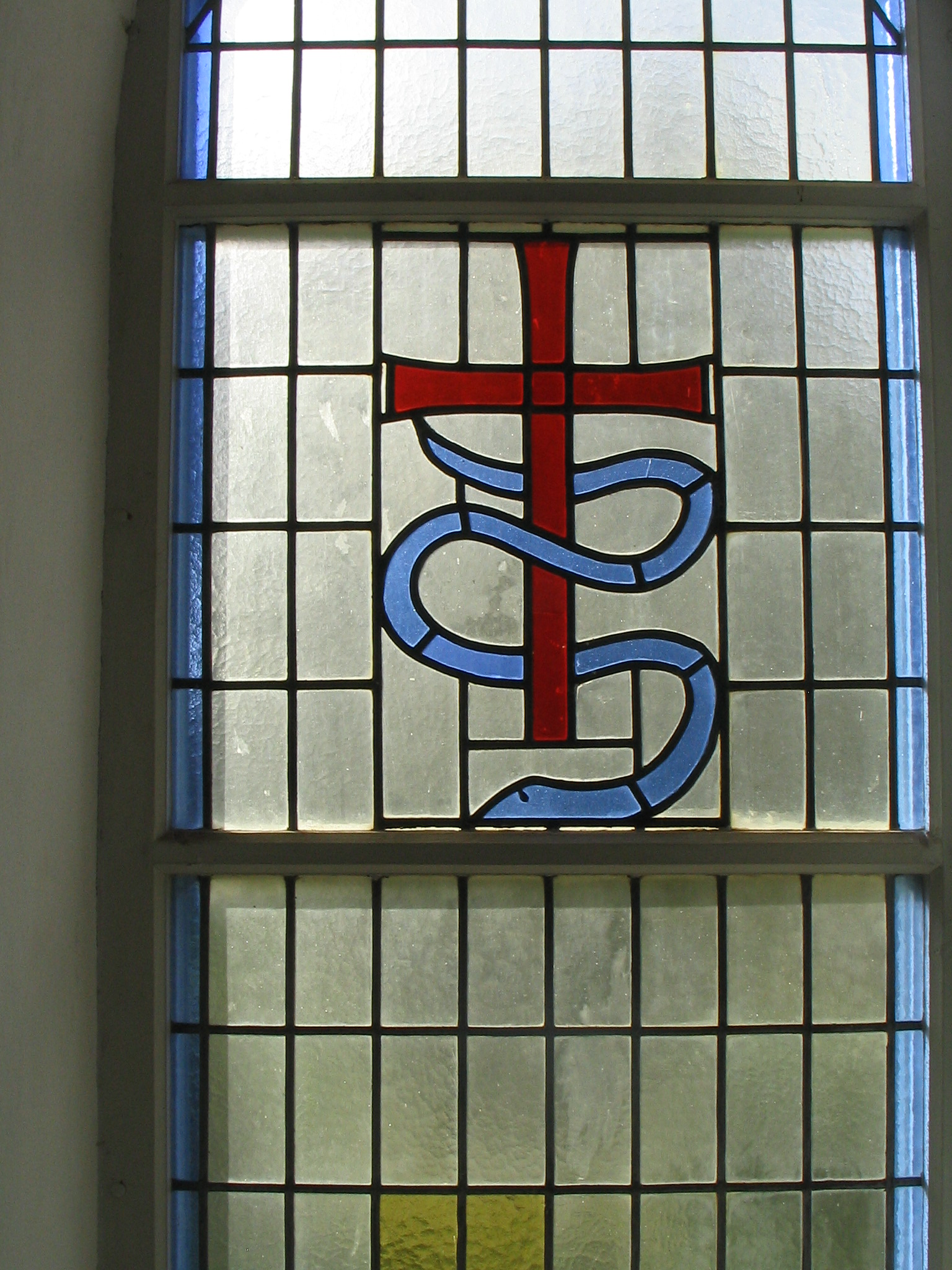
Christus, der die Schlange der Versuchung überwand.
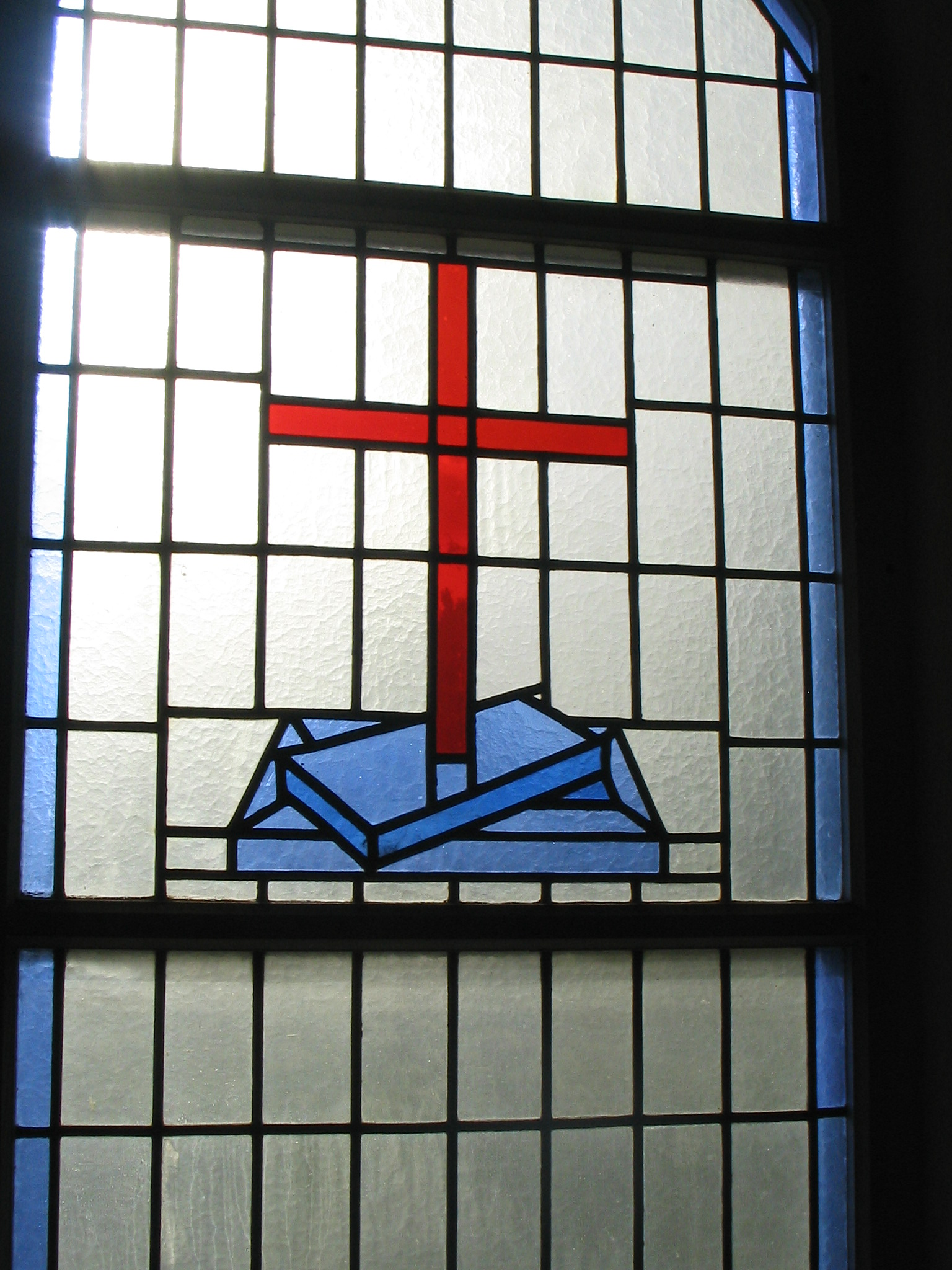
Christus, der über uns das Buch des Lebens führt.
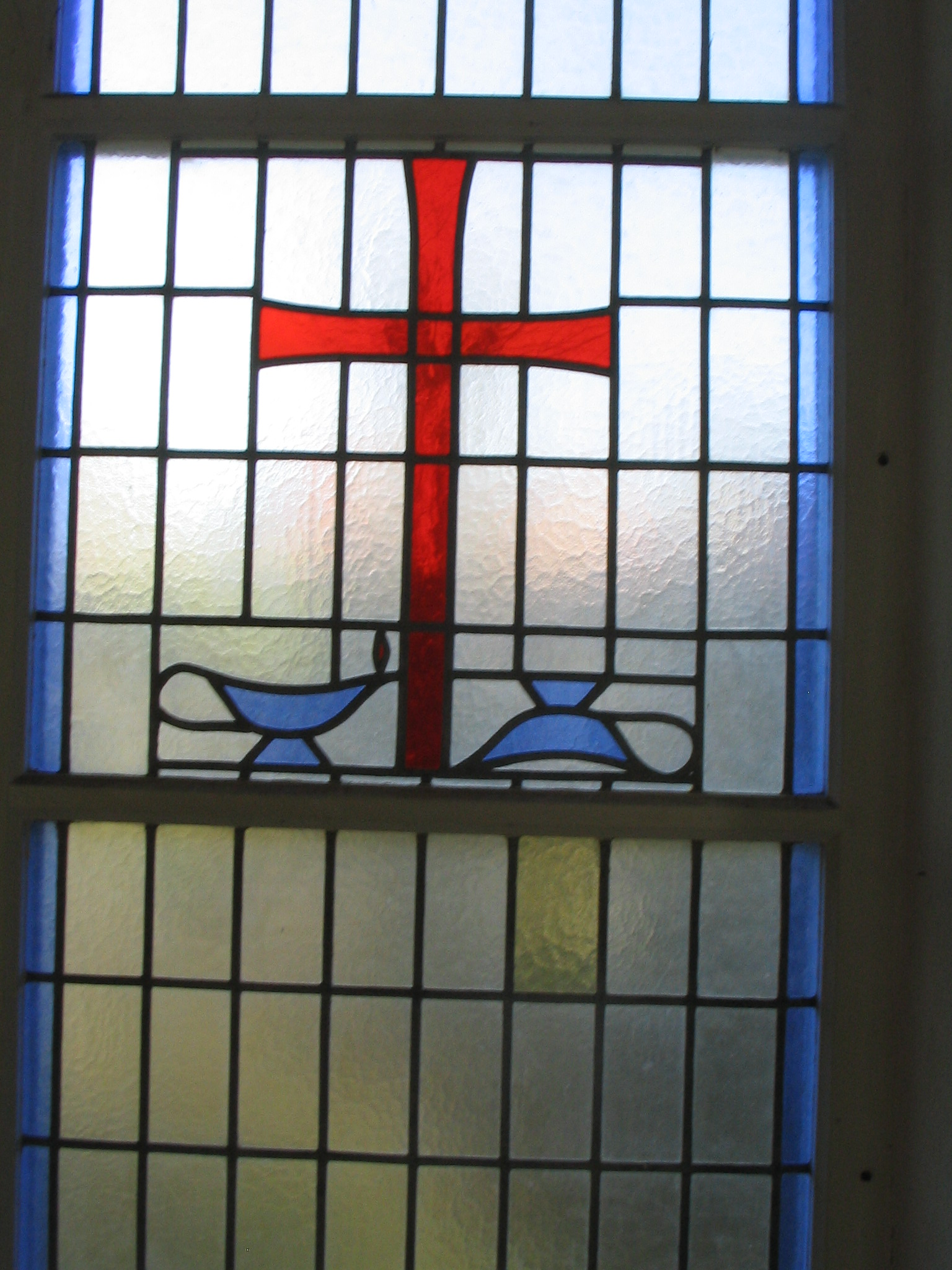
Christus, der uns mahnt: Darum wachet, denn ihr wisst weder Tag noch Stunde.
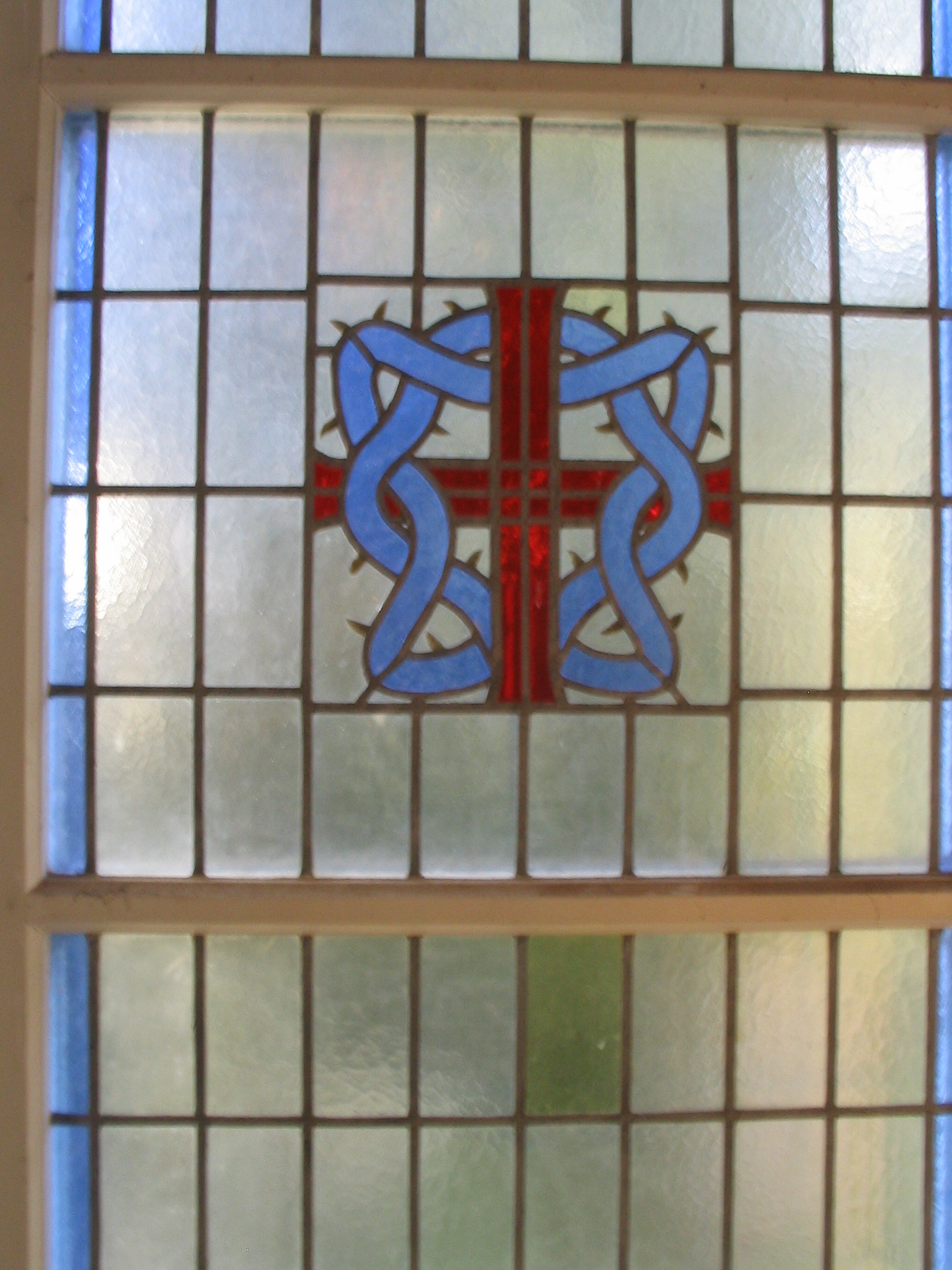
Christus, der für uns Schuld und Schmach ertrug.
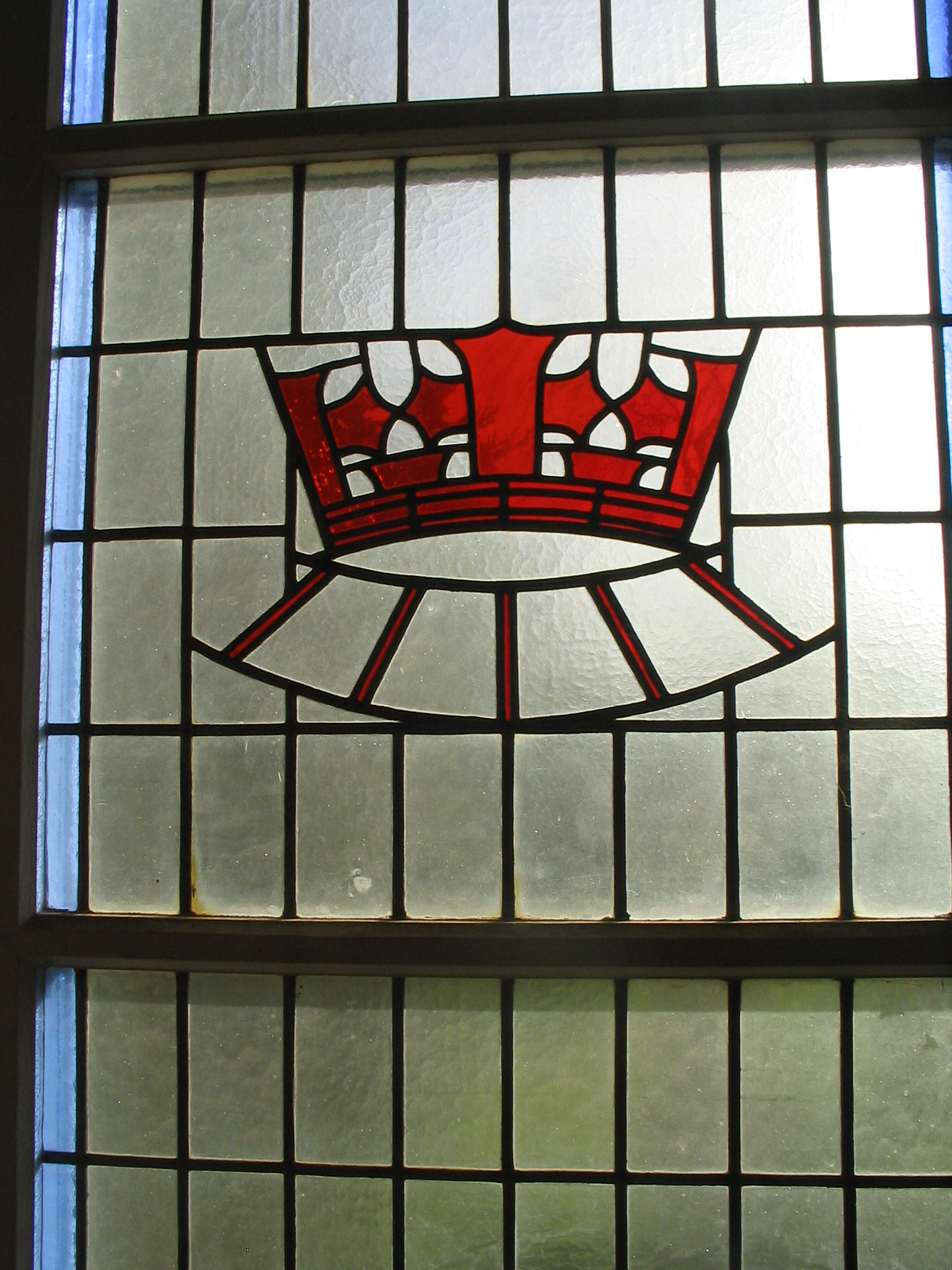
Christus, der uns verheißt: Ich will dir die Krone des Lebens geben.